# Кремлёво (платформа)
Кремлёво — пересадочный остановочный пункт, расположенный на пересечении линий Москва — Раненбург — Богоявленск и Вязьма — Сызрань. Открыт в 1900 году. На 2020 год являлся старейшим в России пересадочным узлом пригородных поездов без одноуровневых пересечений их маршрутов следования. Изначально был назван по одноимённому селу, расположенному на значительном удалении от пересадочного узла (в 4 км к востоку от станции Павелец-Тульский), в 1900-х вокруг платформы и переезда автодороги 61К-014 через бывший блок-пост вырос одноимённый посёлок с тем же названием.

## История
При открытии пересадочного узла на пересечении линий Москва — Богоявленск и Вязьма — Сызрань на нижнем уровне (широтном) находился двухпутный разъезд 422 км, а название «Кремлёво» носила только платформа на верхнем (Павелецкого направления) уровне. В его западной горловине находилась стрелка, от которой отходил разобранный поворот в сторону Павельца-Тульского (получившего название именно по этому повороту). При этом нынешний остановочный пункт Павелецкого направления (верхний уровень) до демонтажа этого поворота носил статус блок-поста; южнее платформы находилась стрелка примыкания поворота со стороны Узловой. В начале 1990-х годов оба поворота от Павельца-Тульского (к Павельцу-Сызранскому и Узловой) были разобраны, а затем ликвидирован и второй путь разъезда 422 км. Образованный после ликвидации разъезда остановочный пункт был присоединён к платформе Кремлёво на верхнем уровне, в результате чего пересадочный узел получил объединённое название.
В атласе железных дорог стран бывшего СССР, выпущенным Омской картографической фабрикой в 2007 году, демонтаж двух из трёх поворотов Павелецкой развязки, факт существования блок-поста к югу от платформы Павелецкого радиального направления и ликвидация разъезда 422 км не учтены. Название «Кремлёво» со статусом станции отнесено только к платформе верхнего уровня.

## Описание
Остановочный пункт расположен на двухуровневом пересечении магистральных линий: по верхнему уровню пересечения проходит однопутная электрифицированная линия Москва — Богоявленск (Павелецкое направление), пересекающая по путепроводу неэлектрифицированную однопутную линию Вязьма — Сызрань. В советские годы на остановочном пункте действовал грузовой лифт для подъёма и спуска багажа между платформами. На остановочном пункте имеется пассажирское здание дореволюционной постройки, выполненное в стиле построек Рязано-Уральской железной дороги, увенчанное декоративной башенкой со шпилем и звездой. Имеется работающий зал ожидания. Билетная касса не действует, билеты приобретаются у разъездных кассиров в пригородных поездах.
Платформа на линии Москва — Богоявленск капитально отремонтирована в 2008 году, до середины 2000-х годов могла принимать электропоезда длиной до восьми вагонов. Платформа на линии Вязьма — Сызрань находится в полуразрушенном состоянии. Обе платформы соединены лестницей.

## Деятельность
На остановочном пункте есть возможность пересадки с пригородного поезда Узловая — Ряжск (одна пара в сутки) на электропоезда Узуново — Павелец (3 пары в сутки + 1 пара в/из Троекурово). При этом по состоянию на график 2020/2021 пересадка при следовании из Узуново в Скопин невозможна даже теоретически, в остальных случаях время на пересадку составляет от 7 минут до 4 часов. До 2013 года имелось сообщение по маршруту Павелец-Тульский — Ряжск, который после демонтажа поворота между обоими Павельцами следовал со сменой головы в Мшанке. Пассажирские поезда дальнего следования на остановочном пункте не останавливаются.

Схема пересадки между платформами

## Общественный транспорт
В 400 м от пассажирского здания платформы, на автотрассе 61К-014 с западной стороны переезда через бывший блок-пост Кремлёво, находится остановка пригородных маршрутных такси «Станция Кремлево»:
- 116 Станция Скопин — Нагиши
- 117 Станция Скопин — Петрушино
- 123 Станция Скопин — Муравлянка